# 안학수
안학수(1954년 ~ 2024년 8월 3일)은 대한민국의 시인이다.

## 생애
1954년 충청남도 공주시에서 태어났다. 5살 때 동네 친구 형이 먹다 놔둔 옥수수를 먹었다는 이유로 허리를 발로 차서 마루에서 떨어진 후 척추에 장애를 입고 하반신이 마비되었다. 키가 130cm에서 멈춘 그는 몇 년간 방 안에서만 지냈고 가난 때문에 정규교육도 마치지 못했다.
이후 전파상, 시계방, 금은방 등에서 기술을 익혔고 금세공 일을 배워 세공사가 되었지만 어린 시절부터 가졌던 문학에 대한 꿈을 버리지 않았고 1993년 대전일보 신춘문예 동시 부문에 당선된 후 시인으로 활동했다.
대일문학상, 서울문화재단개인창작집 공모상을 수상했고 2013년 권정생 창작기금을 수혜했다. 한국작가회의, 한국아동문학인협회 회원이기도 했다.

### 사망
2024년 8월 3일, 향년 70세로 사망했다.

## 작품
- 박하사탕 한 봉지 (1997)
- 낙지네 개흙 잔치 (2004)
- 부슬비 내리던 장날 (2010)
- 하늘까지 75센티미터 (2011)
- 별 (2012, 공저)
- 안학수 동시선집 (2015)
- 아주 특별한 손님 (2018)
- 그림자를 벗는 꽃 (2021)
- 소설로 읽는 한국여성사 2: 근세 현대 편 (2022, 공저)